# Resolución 107 del Consejo de Seguridad de las Naciones Unidas
La Resolución 107 del Consejo de Seguridad de las Naciones Unidas fue una resolución del Consejo de Seguridad adoptada por unanimidad el 30 de marzo de 1955, en la que se instaba a los gobiernos de Egipto e Israel a cooperar con las propuestas esbozadas en un informe emitido previamente por el jefe de Estado Mayor del Organismo de las Naciones Unidas para la Supervisión de la Tregua en Palestina.